# Габид
Габид (правильнее Габис; лат. Habis) — мифологизированный царь Тартессийской державы, упоминавшийся в античных источниках.
История Иберии до финикийцев (и карфагенян), греков и римлян мало известна. Даже о главном здесь в древности народе тартессиев и их государстве не сохранилось связного повествования или перечня последовательности правителей. До нашего времени от античности дошли лишь краткие упоминания о наиболее важных правителях Тартесса.
Так, по преданию, дочь царя тартессиев Гаргориса родила своего сына Габиса от прелюбодеяния. Дед выбросил его, но его кормили дикие звери. Затем его мог растоптать скот, но он спасся. Его бросили голодным собакам, затем свиньям, но те стали кормить его. Его бросили в океан, но ребёнка вынесло на берег. Наконец его выкормила самка оленя. Его поймали и привели к царю, который узнал в нём внука и назначил своим преемником. Когда же Габис стал царём, он принял законы, ввёл земледелие, разделил плебс на семь городских округов.
Этот миф о рождении и о чудесном спасении будущего священного правителя имеет явные аналогии с другими подобными баснословными рассказами (о Саргоне Древнем, Персее, Моисее, Ромуле и Реме, Кире Великом и др.).
В то же время, очевидно, что рассказ о Габисе происходит из греческого источника и содержит остатки описания реальных исторических событий. Реальны имена и преемство царей Тартесса, длительное правление их династии, введение Габисом законов, развитие им земледелия и административное деление страны.
Помпей Трог в сокращенной передаче (эпитоме) Юстина приводит следующий рассказ (Кн. XLIV, гл. 4, § 2—14): «Гл. 4. (1) Лесистую область тартессиев, где, по преданию, титаны вели войну с богами, заселили куреты. Их древнейший царь Гаргорис первый открыл способ собирания меда. (2) Когда у него родился внук от преступной связи его дочери, он, из стыда перед позором, хотел разными способами уничтожить младенца. Однако, несмотря на множество злоключений, [ребёнка] хранила судьба, и в конце концов он после многих тяжелых испытаний достиг царской власти. (3) Прежде всего, когда дед приказал его выбросить, а через несколько дней послал разыскивать его труп, оказалось, что его кормили своим молоком разные дикие звери. (4) После этого дед приказал взятого домой ребенка бросить на узкую тропинку, по которой обычно проходил крупный скот. Дед был так жесток, что предпочел, чтобы ребенка растоптал скот, чем просто его убить. (5) А когда и здесь он остался невредимым и не страдал от недостатка в пище, [Гаргорис] приказал бросить его сначала в пищу голодным собакам, которых долго мучили, не давая им есть, а затем — свиньям. (6) Но так как и те и другие не только не причинили ему вреда, но некоторые из них даже кормили его своими сосцами, Гаргорис приказал наконец бросить ребенка в океан. (7) И тогда дитя, явным образом по воле некоего божества, среди бурлящих и сталкивающихся валов, было вынесено тихой волной на берег, как будто его несло на себе не морское течение, а корабль. (8) Спустя короткое время появилась самка оленя, которая подставила младенцу свои сосцы. Постоянно следуя за такой кормилицей, мальчик научился бегать невероятно быстро; он долгое время странствовал с оленьими стадами по горам и лесистым склонам, не уступая им в резвости. (9) В конце концов его поймали арканом и привели в дар царю. Гаргорис признал в нем внука благодаря сходству в чертах [лица] и знакам на теле, которые были выжжены, когда тот был еще младенцем. (10) Изумленный избавлением внука от стольких бедствий и опасностей, царь назначил его своим преемником. (11) Ему дали имя Габид. Когда он вступил на царство, он стал столь великим, что недаром, по-видимому, был избавлен богами от стольких бед; он подчинил [свой] варварский народ законам, первый показал людям, как приучать быков к плугу и как пахать землю под посев хлебов, и научил людей питаться растительной, менее грубой пищей, с ужасом вспоминая то, что некогда сам претерпел. (12) Приключения Габида могли бы показаться сказкой, если бы, как рассказывают, основатели Рима не были вскормлены волчицей, а персидский царь Кир — собакой. (13) Тот же Габид запретил своему народу выполнять рабские работы и разделил плебс на семь городских округов. (14) После его смерти царскую власть в течение многих веков удерживали его потомки».